# Osnosimetrična raspodjela
Osnosimetrična raspodjela neke fizikalne veličine u prostoru je takva raspodjela koja ovisi samo o udaljenosti od nekog posebnog pravca (osi). Na primjer, raspodjela gustoće koja je simetrična u odnosu na z-os pravokutnog koordinatnog sustava ima ovisnost
{\displaystyle \rho (x,y,z)=\rho ({\sqrt {x^{2}+y^{2}}})}
pri čemu je {\displaystyle {\sqrt {x^{2}+y^{2}}}} udaljenost točke {\displaystyle (x,y,z)} od z-osi, tj. od odgovarajuće točke {\displaystyle (0,0,z)} na z-osi.